# Grand Prix de Plumelec 1985
Il Grand Prix de Plumelec 1985, undicesima edizione della corsa, si svolse il 9 giugno su un percorso con partenza e arrivo a Plumelec. Fu vinto dal francese Marc Madiot della Renault-Elf davanti ai suoi connazionali Denis Roux e Yvon Madiot.

## Ordine d'arrivo (Top 10)
| Pos. | Corridore             | Squadra                    | Tempo |
| ---- | --------------------- | -------------------------- | ----- |
| 1    | Marc Madiot           | Renault-Elf                |       |
| 2    | Denis Roux            | Renault-Elf                |       |
| 3    | Yvon Madiot           | Renault-Elf                |       |
| 4    | Robert Millar         | Peugeot-Shell-Michelin     |       |
| 5    | Hubert Linard         | Peugeot-Shell-Michelin     |       |
| 6    | Frédéric Brun         | Peugeot-Shell-Michelin     |       |
| 7    | Patrice Thevenard     |                            |       |
| 8    | Philippe Leleu        | La Vie Claire Wonder-Radar |       |
| 9    | Pascal Simon          | Peugeot-Shell-Michelin     |       |
| 10   | Christian Levavasseur |                            |       |